# كشاف جغرافي

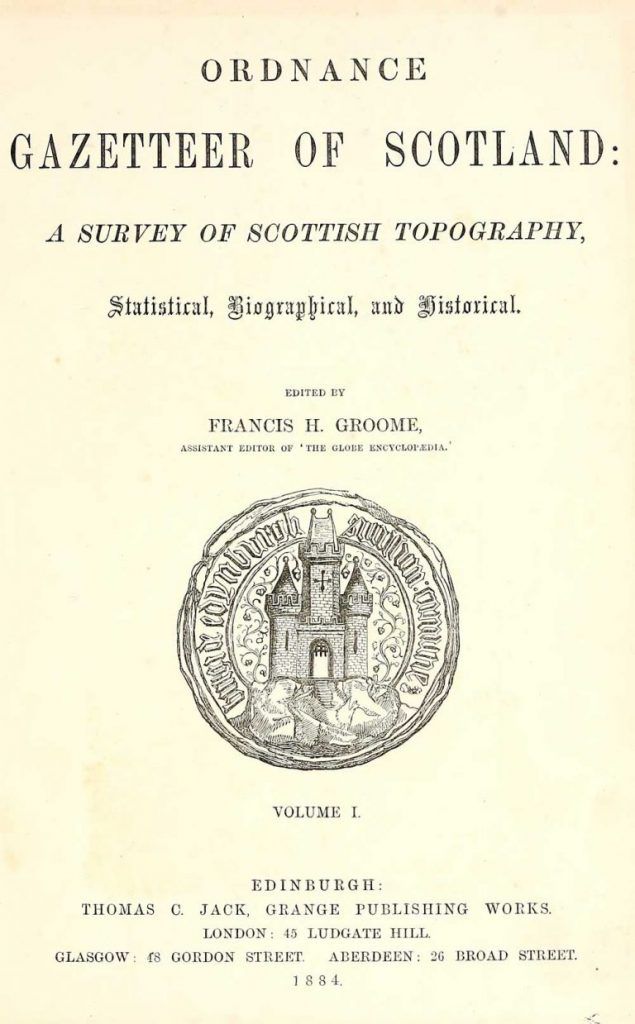
صفحة عنوان الكشاف الجغرافي لإسكتلندا (Ordnance Gazetteer for Scotland)

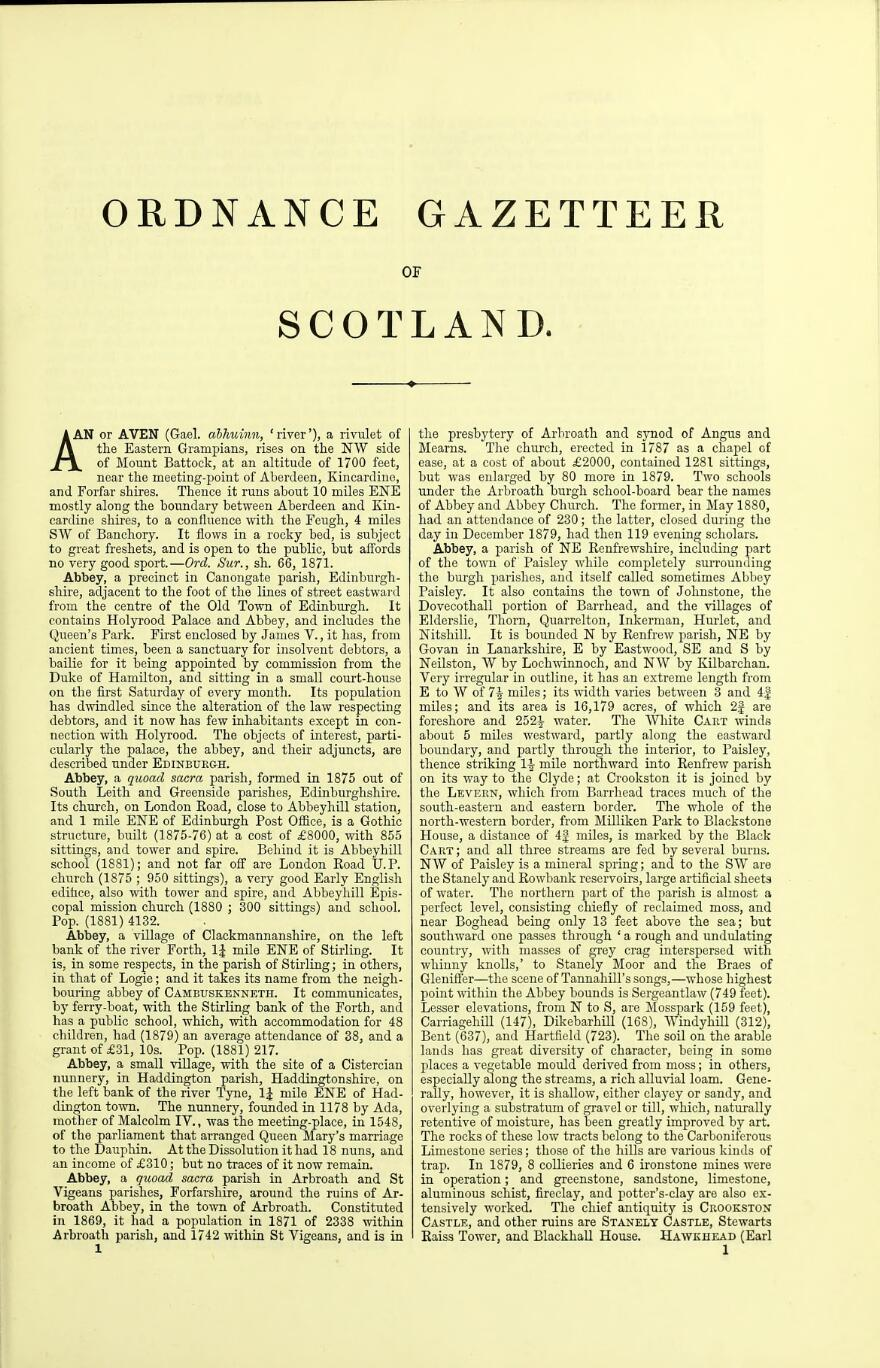
الصفحة الأولى من الكشاف الجغرافي لإسكتلندا

الكَشّاف الجغرافي (بالإنجليزية: Gazetteer)‏ هو قاموس أو دليل جغرافي يُستخدم مع خريطة أو أطلس. يحتوي عادةً على معلومات تتعلق بالتركيبة الجغرافية والإحصائيات الاجتماعية والمعالم الطبيعية لبلد أو منطقة أو قارة. يمكن أن يتضمن محتوى الكشاف الجغرافي موقع الموضوع، وأبعاد القمم الجبلية والمجاري المائية، والسكان، والناتج المحلي الإجمالي، ومعدل الإلمام بالقراءة والكتابة. تُقسَّم هذه المعلومات عمومًا إلى مواضيع مع إدراج الإدخالات حسب الترتيب الألفبائي.
ومن المعروف أن الكشافات اليونانية القديمة كانت موجودة منذ العصر الهلنستي. صدر أول دليل جغرافي صيني معروف في القرن الأول الميلادي، ومع عصر وسائل الإعلام المطبوعة في الصين بحلول القرن التاسع، أصبح النبلاء الصينيون مهتمين بإنتاج كشافات جغرافية لمناطقهم المحلية بصفتها مصدرًا للمعلومات وكذلك للفخر المحلي. كتب الجغرافي إسطفان البيزنطي قاموسًا جغرافيًا (يحتوي حاليًا على أجزاء مفقودة) في القرن السادس، وكان له تأثير على الجامعين الأوروبيين اللاحقين. يمكن العثور على الكشافات الجغرافية الحديثة في أقسام المراجع في معظم المكتبات وكذلك على الإنترنت.